# Ferrières-Saint-Mary
Ferrières-Saint-Mary è un comune francese di 254 abitanti situato nel dipartimento del Cantal nella regione dell'Alvernia-Rodano-Alpi.

## Società

### Evoluzione demografica
Abitanti censiti